# 소피 라몽
소피 라몽 페르난데스(프랑스어: Sophie Lamon Fernandez, 1985년 2월 8일~)는 스위스의 전직 펜싱 선수로 주 종목은 에페이다. 2000년 하계 올림픽에서 여자 에페 단체전 은메달을 획득했으며 세계 선수권 대회에서 은메달 1개를 획득했다.

## 개인사
라몽은 베네수엘라의 펜싱 선수인 실비오 페르난데스와 결혼했다.